# Gâlgău
Gâlgău (en hongrois Galgó) est une commune roumaine du județ de Sălaj, dans la région historique de Transylvanie et dans la région de développement du Nord-ouest.

## Géographie
La commune de Gâlgău est située dans le nord-est du județ, à la limite avec le județ de Cluj et celui de Maramureș, dans la vallée de la Someș, entre les collines Cicue au nord et les collines Simisna-Garbou au sud, à 23 km au nord-ouest de Dej et à 82 km au nord-est de Zalău, le chef-lieu du județ.
La municipalité est composée des neuf villages suivants (population en 2002) :
- Bârsău Mare (298) ;
- Căpâlna (381) ;
- Chizeni (126) ;
- Dobrocina (209) ;
- Fodora (530) ;
- Frâncenii de Piatră (19) ;
- Gâlgău (732), siège de la commune ;
- Glod (477) ;
- Gura Vlădesei (19).

## Histoire
La première mention écrite de la commune date de 1405 sous le nom de villa Galgo.
La commune, qui appartenait au royaume de Hongrie, faisait partie de la principauté de Transylvanie et elle en a donc suivi l'histoire.
Après le compromis de 1867 entre Autrichiens et Hongrois de l'empire d'Autriche, la principauté de Transylvanie disparaît et, en 1876, le royaume de Hongrie est partagé en comitats. Gâlgău intègre le comitat de Szolnok-Doboka (Szolnok-Dobokamegye).
À la fin de la Première Guerre mondiale, l'Empire austro-hongrois disparaît et la commune rejoint la Grande Roumanie et le județ de Someș disparu depuis et dont le chef-lieu était la ville de Dej.
En 1940, à la suite du deuxième arbitrage de Vienne, elle est annexée par la Hongrie jusqu'en 1944, période durant laquelle sa communauté juive est quasiment anéantie par les nazis. Elle réintègre la Roumanie après la Seconde Guerre mondiale. En 1968, à l'occasion de la réorganisation administrative du pays, la commune est intégrée au județ de Sălaj auquel elle appartient à l'heure actuelle.

## Politique
| Parti | Parti                        | Sièges |
| ----- | ---------------------------- | ------ |
|       | Parti national libéral (PNL) | 7      |
|       | Parti social-démocrate (PSD) | 3      |
|       | PNTCD (PNTCD)                | 1      |

## Religions
En 2002, la composition religieuse de la commune était la suivante :
- Chrétiens orthodoxes, 77,46 % ;
- Pentecôtistes, 10,60 % ;
- Grecs-Catholiques, 7,81 % ;
- Baptistes, 2,57 % ;
- Réformés, 0,46 % ;
- Catholiques romains, 0 39 %.

## Démographie
En 1910, à l'époque austro-hongroise, la commune comptait 3 884 Roumains (88,27 %), 391 Hongrois (8,89 %) et 86 Allemands (1,95 %).
En 1930, on dénombrait 3 996 Roumains (94,07 %), 69 Hongrois (1,62 %) et 173 Juifs (4,07 %).
En 1956, après la Seconde Guerre mondiale, 4 388 Roumains (98,65 %) côtoyaient 35 Hongrois (0,79 %) et 23 Juifs (0,52 %).
En 2002, la commune comptait 2 695 Roumains (96,56 %), 27 Hongrois (0,96 %) et 69 Tsiganes (2,47 %). On comptait à cette date 1 185 ménages et 1 228 logements.
| 1850  | 1880  | 1900  | 1910  | 1920  | 1930  | 1941  | 1956  | 1966  |
| ----- | ----- | ----- | ----- | ----- | ----- | ----- | ----- | ----- |
| 3 361 | 3 513 | 4 262 | 4 400 | 3 874 | 4 248 | 4 762 | 4 448 | 4 272 |

| 1977  | 1992  | 2002  | 2007  | - | - | - | - | - |
| ----- | ----- | ----- | ----- | - | - | - | - | - |
| 3 820 | 2 846 | 2 791 | 2 567 | - | - | - | - | - |

## Économie
L'économie de la commune repose sur l'agriculture et l'élevage. Cependant, la commune dispose d'activités d'extraction de sables et de graviers du lit de la Someș.

## Communications

### Routes
Gâlgău est située sur la route nationale DN1C (Route européenne 58) Cluj-Napoca-Dej-Baia Mare. La route régionale DJ109F se dirige vers Poiana Blenchii et le județ de Maramureș.

### Voies ferrées
Gâlgău est desservie par la ligne des Chemins de Fer Roumains (Căile Ferate Române) Jibou-Dej.

## Lieux et monuments

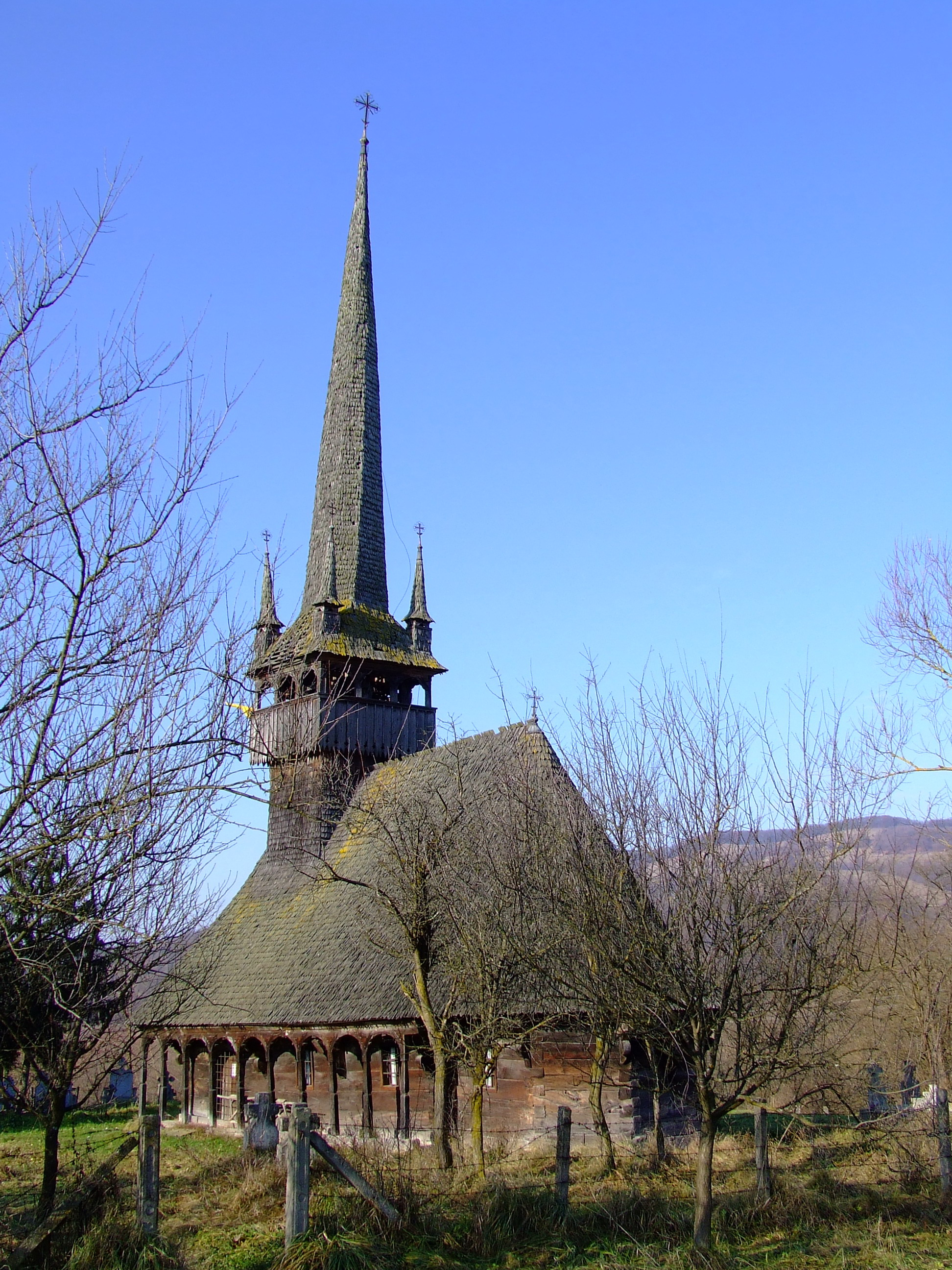
L'église de Fodora

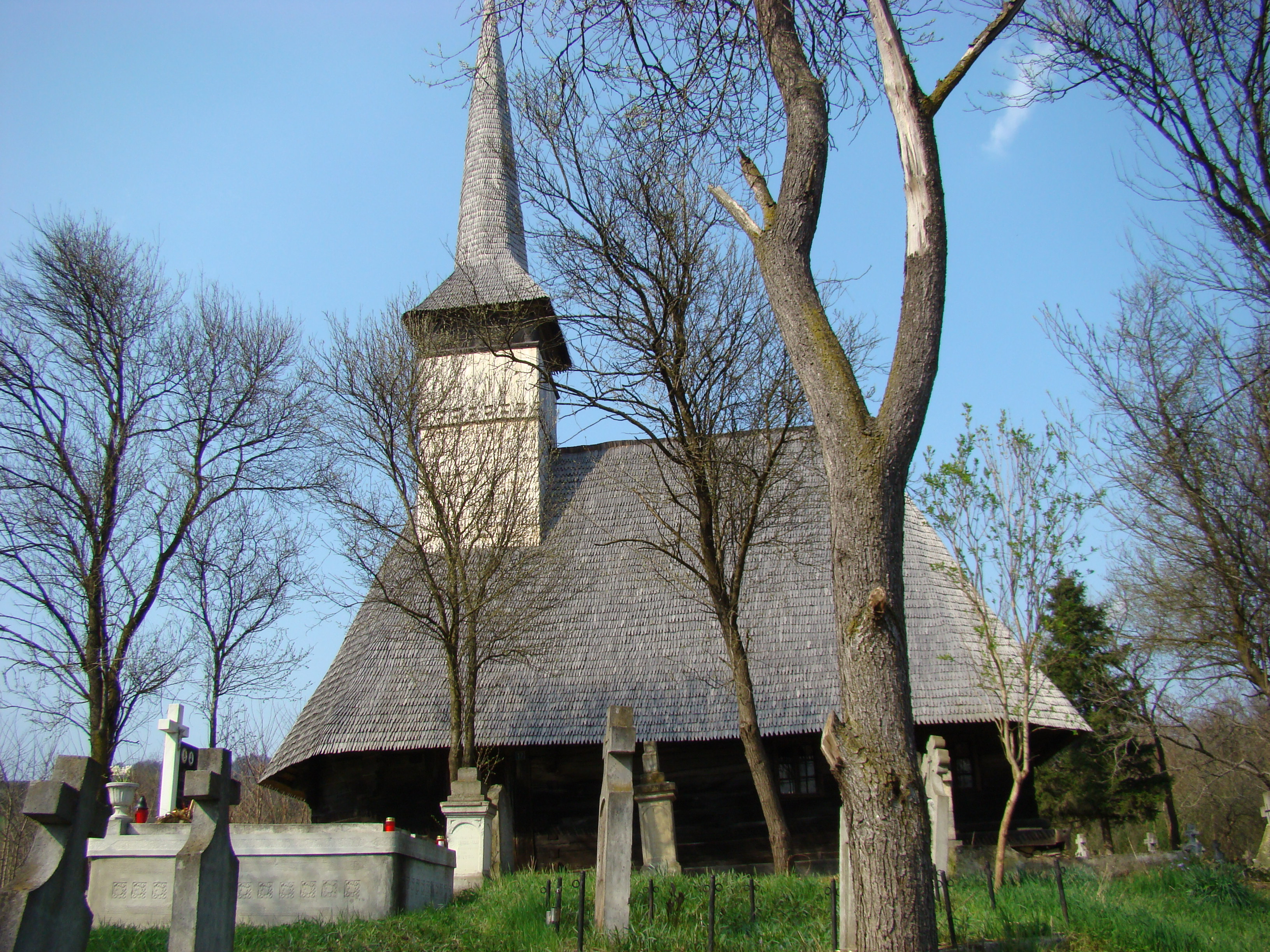
L'église de Bârsău Mare

La ville possède 3 églises, Gâlgău, une église en bois, Fodora, une église orthodoxe en bois St Nicolas datant de 1887 et Bârsău Mare, une église orthodoxe en bois dédiée à la Vierge Marie (Fecioara Maria) datant de 1700.